# Тар'єй Бо
Тар'єй Бе (норв. Tarjei Bø, 29 липня 1988) — норвезький біатлоніст, олімпійський чемпіон, десятиразовий чемпіон світу. Брат біатлоніста Юганнеса Бе.
Золоту олімпійську медаль і звання олімпійського чемпіона Тар'єй Бе виборов у Ванкувері разом із товаришами зі збірної Норвегії в естафеті. Рішення тренерів збірної Норвегії виставити на олімпійську естафетну гонку молодого спортсмена без особливих заслуг замість одного із випробуваних бійців було несподіваним. Однак, Бе виправдав довіру стабільно проведеним етапом. В сезоні 2010—2011 виграв Кубок світу.
Станом на травень 2010 року у своєму доробку мав ще три медалі етапів Кубка світу — усі три в естафетних гонках.

## Галерея

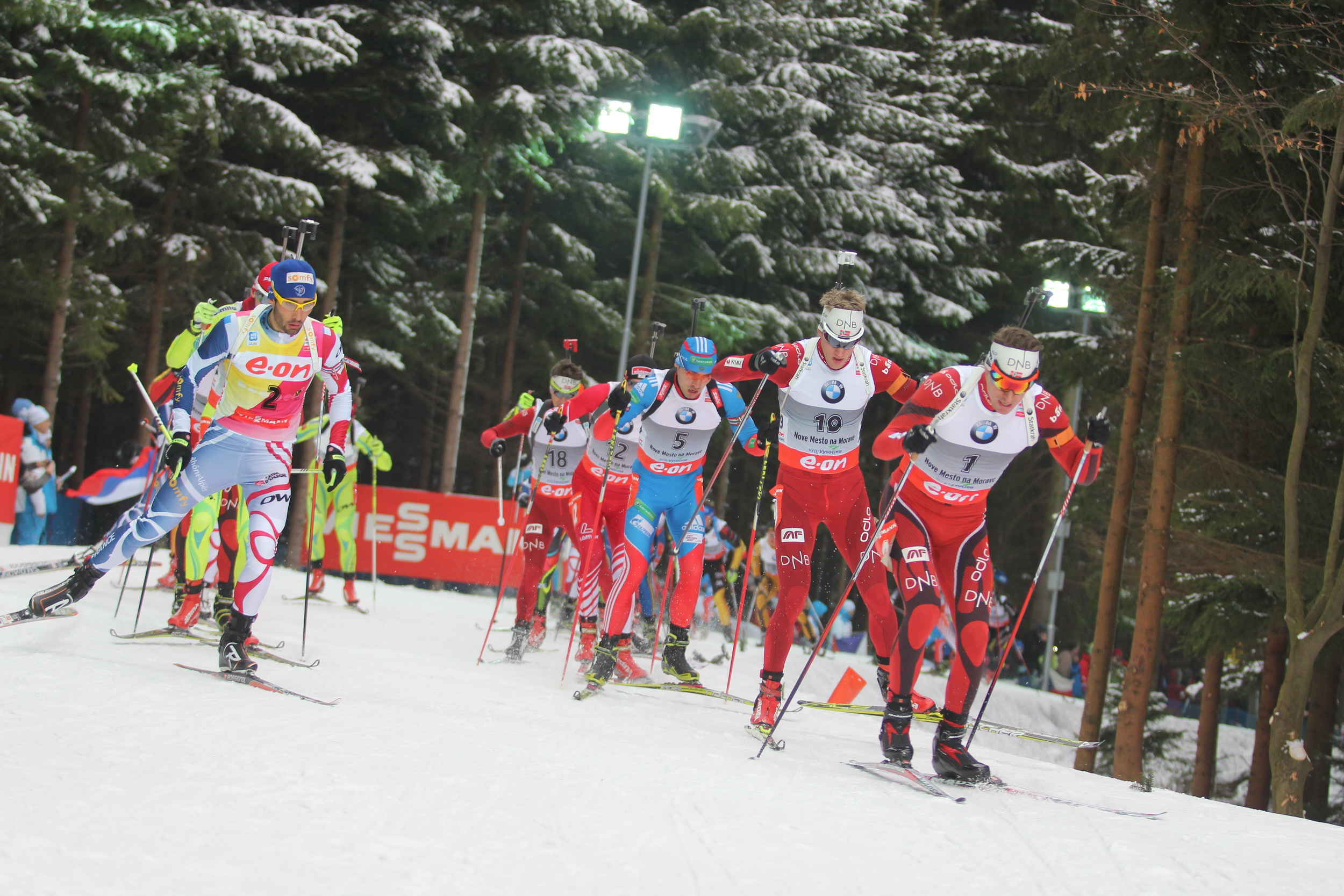
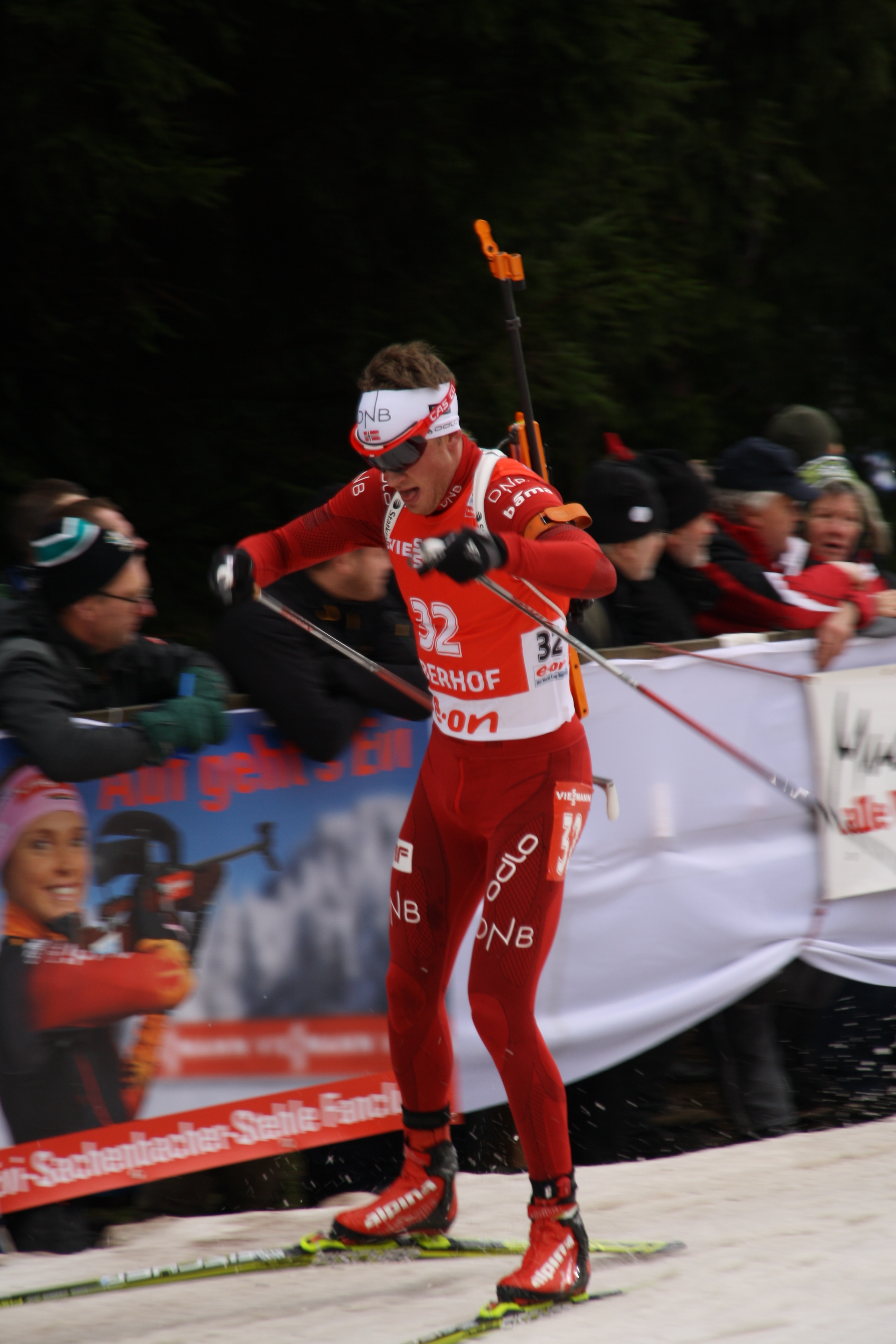
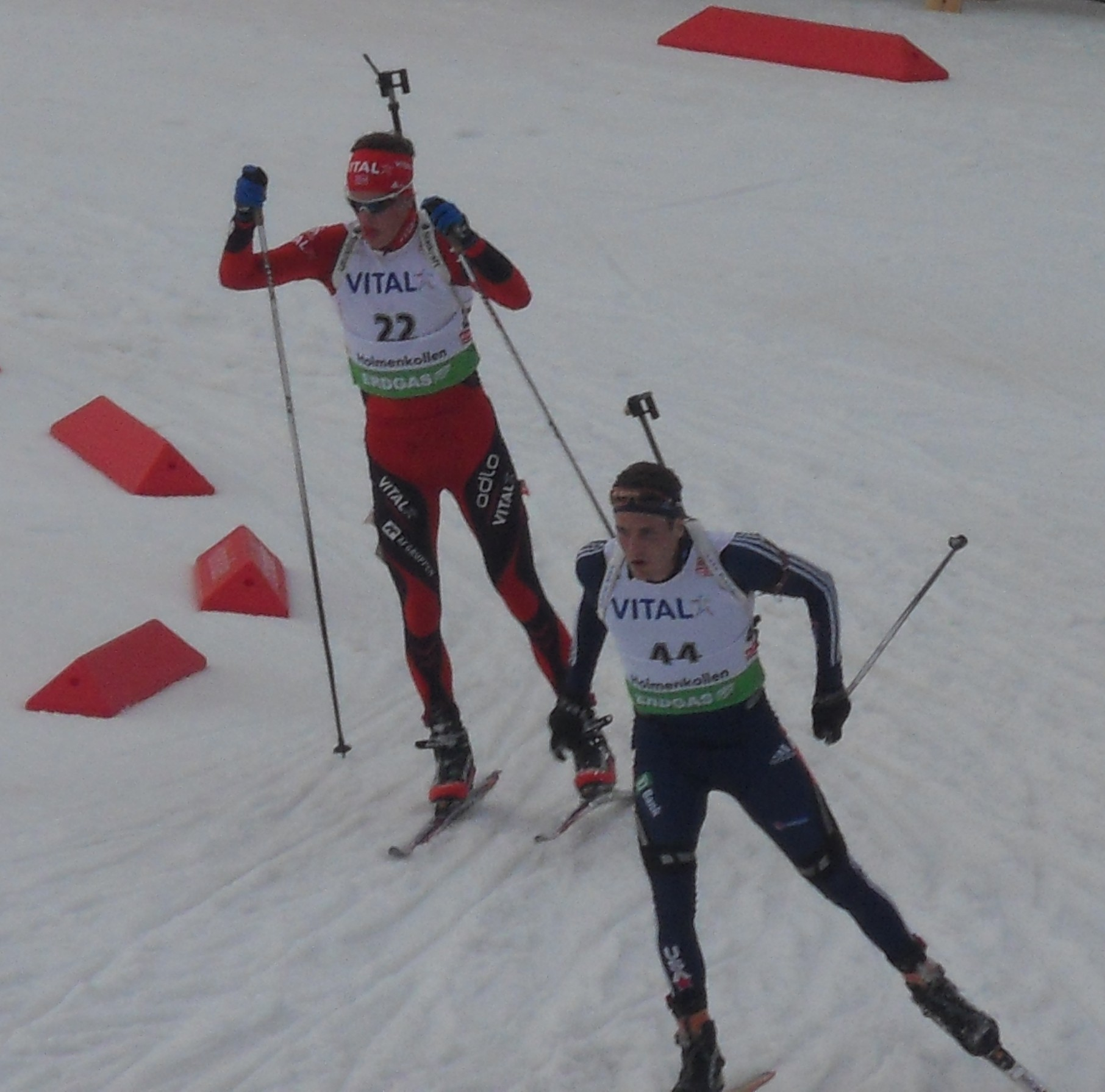

## Виступи на міжнародних змаганнях

### Олімпійські ігри
| Зимові олімпійські ігри | Зимові олімпійські ігри | Інд. | Спринт | Пересл. | Масстарт | Естафета | Зміш. естафета |
| Рік                     | Місце проведення        | Інд. | Спринт | Пересл. | Масстарт | Естафета | Зміш. естафета |
| ----------------------- | ----------------------- | ---- | ------ | ------- | -------- | -------- | -------------- |
| 2010                    | Канада                  | 21   | –      | –       | –        | 1        |                |
| 2014                    | Росія                   | 26   | 39     | 27      | –        | 4        | –              |
| 2018                    | Південна Корея          | 13   | 13     | 4       | 8        | 2        | –              |
| 2022                    | КНР                     | 8    | 3      | 2       |          | 1        | 1              |

### Чемпіонати світу
| Змагання             | Індив. | Спринт | Перес. | Мас-старт | Естаф. | Зм. ест. |
| -------------------- | ------ | ------ | ------ | --------- | ------ | -------- |
| Ханти-Мансійськ 2011 | 1      | 3      | 3      | 4         | 1      | 1        |
| Рупольдінг 2012      | 18     | 17     | 7      | 17        | 1      | -        |
| Нове-Место 2013      | 12     | 18     | 17     | 1         | 1      | 1        |

### Подіуми на етапах кубків світу
| Сезон     | Місце проведення | Змагання      | Результат |
| --------- | ---------------- | ------------- | --------- |
| ...       |                  |               |           |
| 2021—2022 | Естерсунд        | Індивідуальна | 2         |